# Gönninger Kalktuff

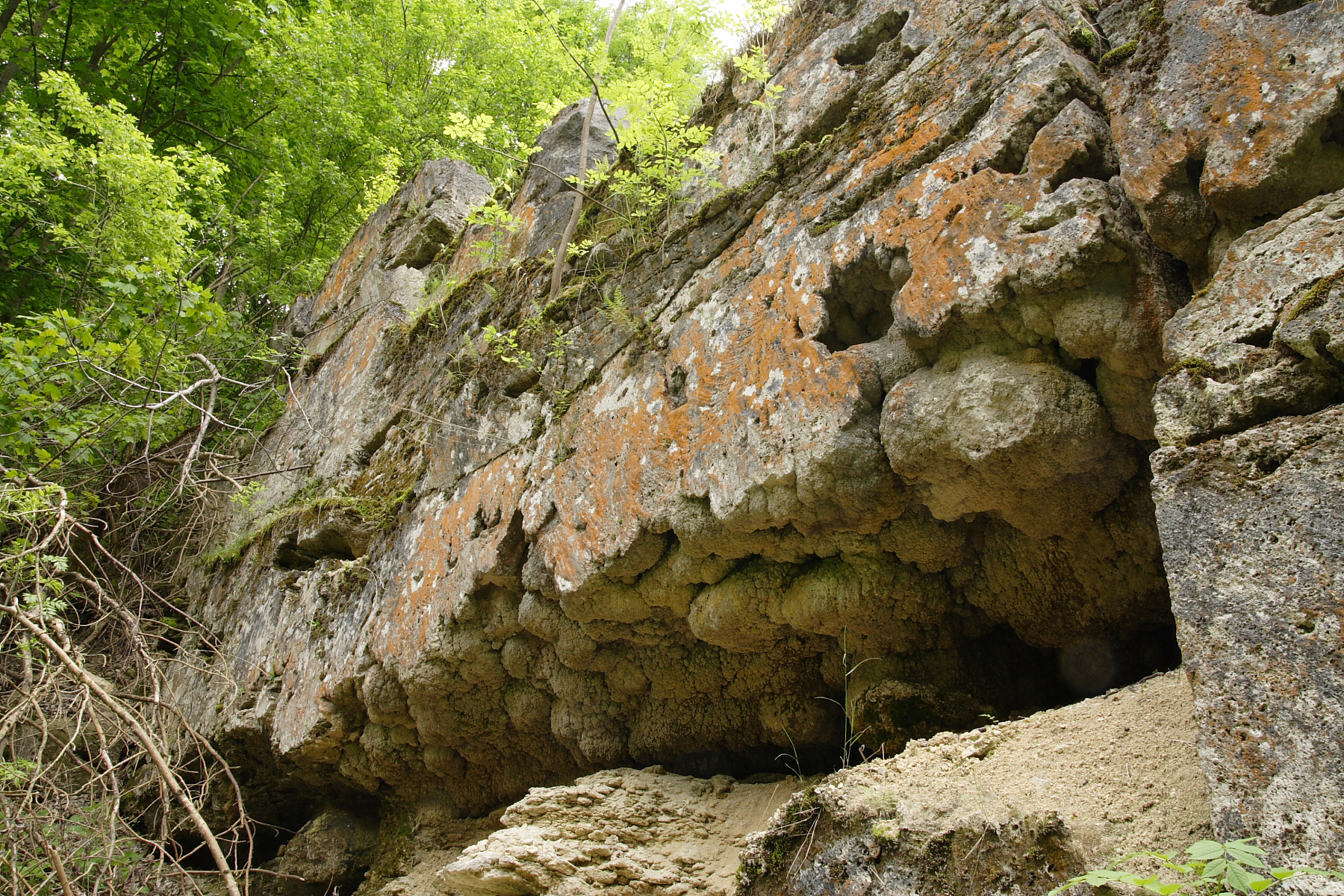
Felsreste am aufgegebenen Kalktuff-Steinbruch mit schöner blumenkohlartiger Ausblühung

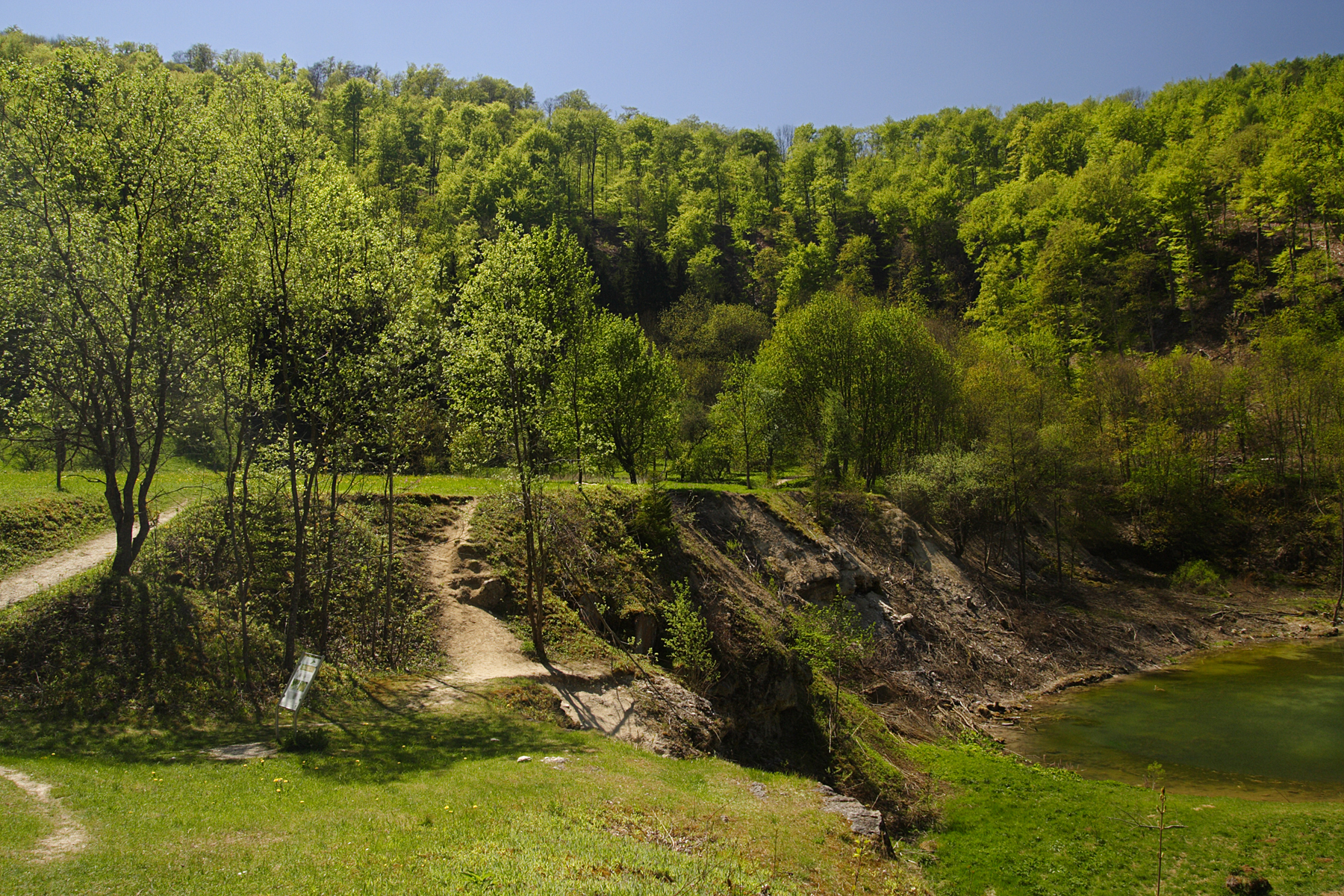
Wiesaztal, renaturierte Kalktuffterrassen

Der Gönninger Kalktuff ist ein Süßwasserkalkstein, der in Gönningen, einem Stadtteil von Reutlingen in Baden-Württemberg, abgebaut wurde. Kalktuffe sind in Baden-Württemberg weit verbreitet und an vielen Stellen abgebaut worden. Die meisten Vorkommen sind seit langem nicht mehr abbauwürdig. Der Abbau wurde 1975 aufgegeben. Entstanden ist der Gönninger Kalktuff im Holozän, das heißt erst in den letzten rund 10.000 Jahren seit der letzten Kaltzeit.

## Vorkommen

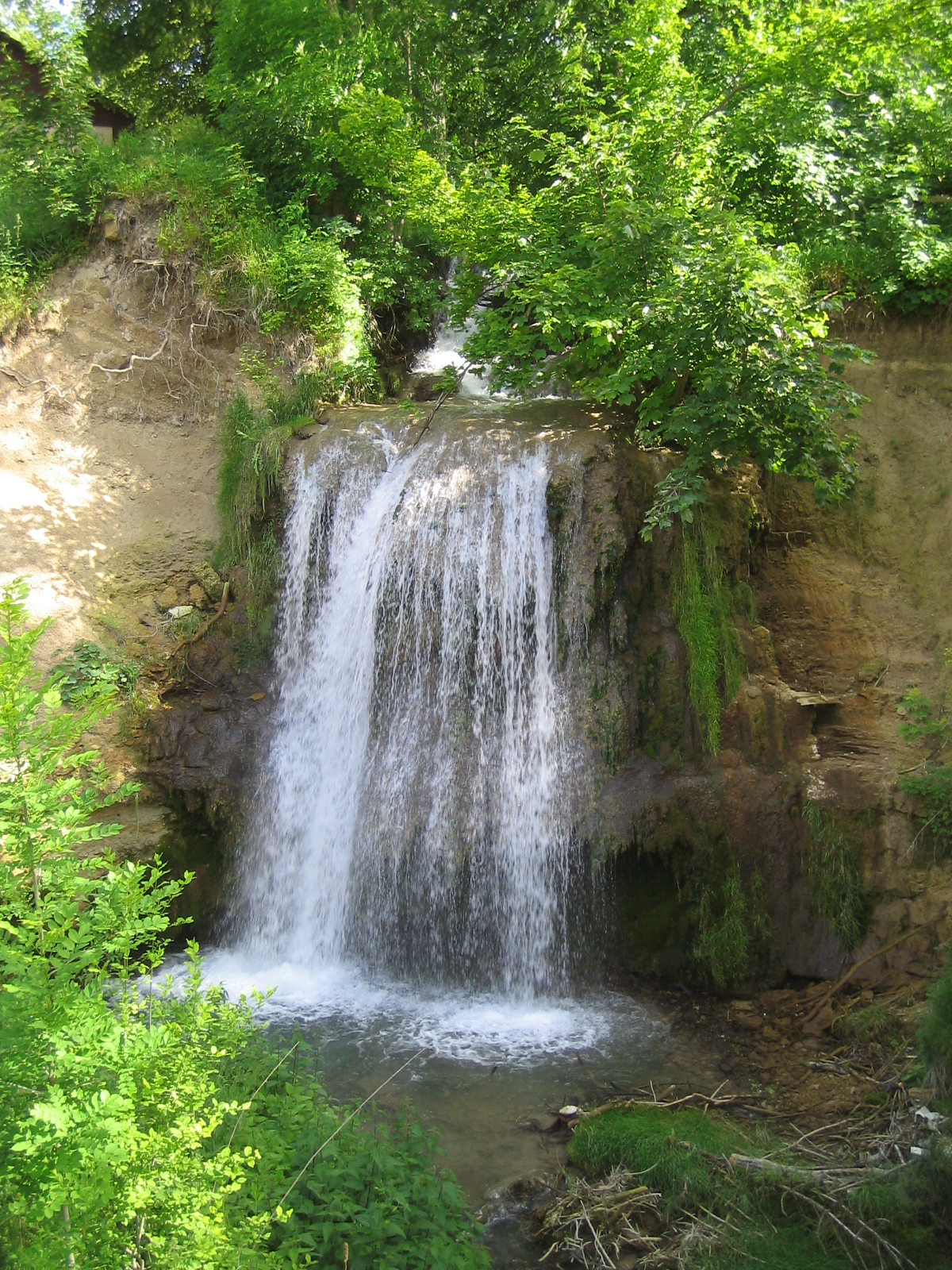
Wasserfall an einer Kalktuff-Stufe an der Wiesaz

Auf einer Strecke von etwa 3,5 Kilometern am Oberlauf der Wiesaz, von der Talmühle bis nach Gönningen, gibt es fünf Terrassen mit meterhohen Kalksteinstufen auf einer Strecke, an denen sich die ehemaligen Steinbrüche befanden.
Austretende kalkhaltige Quellwässer bildeten dieses Kalktuffvorkommen, als das darin enthaltene Kalziumkarbonat ausgefällt und abgelagert wurde. Der Kalk sammelte sich an Kalktuff-Barren oder setzte sich an den Terrassenstufen ab. Der Gönninger Kalktuff liegt in fester, gelockerter oder nur teilweise verfestigter Form vor. Die Mächtigkeit der Gesteinsschicht schwankt zwischen 8 und 14 Meter. Verschiedentlich sind zwischen verfestigten und weniger verfestigten Ablagerungen Kalktuffsande geschaltet.

## Gesteinsbeschreibung
Bei diesem hellgrauen bis weißlichen Gesteinstyp handelt es sich um ein Gestein mit teilweise großen Poren. Der Gönninger Kalktuff ist durch unterschiedliche Qualitäten gekennzeichnet. Die vielfältigen Bildungsbereiche begünstigten dies. In den Stillwasserbereichen bei Gönningen konnten sich Poren füllen, in denen feinkörnige Sedimente abgelagert wurden. Dieser Kalktuff besteht aus von Kalk ummantelten Schilfen, Gräsern, Moosen, Blättern, weiteren Süßwasserpflanzen und organischen Bestandteilen.

## Verwendung
Dieser Naturstein ist frostbeständig. Gegen Aggressorien ist er nicht beständig und kann nicht poliert werden. Verwendet wurde er vor allem als Mauerstein, Tür- und Fensterleibungen wie auch vereinzelt für sakrale Bildwerke. Heute wird er eher für Fassadenplattierungen eingesetzt.
In Gönningen verbaute man diesen Naturstein beim Bau der Kirche St. Peter und Paul, des Rathauses und der ehemaligen Schule. Zahlreiche Gebäude in Gönningen wurden im 19. und 20. Jahrhundert mit diesem Kalktuff gebaut. In Reutlingen bestehen die Christuskirche und die Fassade des AOK-Gebäudes aus Gönninger Tuff. Neben anderen Gesteinen wurde dieser Kalktuff, wie weitere aus Baden-Württemberg auch, beim Bau des Olympiastadions und am Reichsparteitagsgelände in Nürnberg verwendet. Auch Mauersteine der Kirchenfassaden der Kirchen aus der Zeit 1475 von 1501 in Bad Urach sind aus Gönninger Kalktuff.

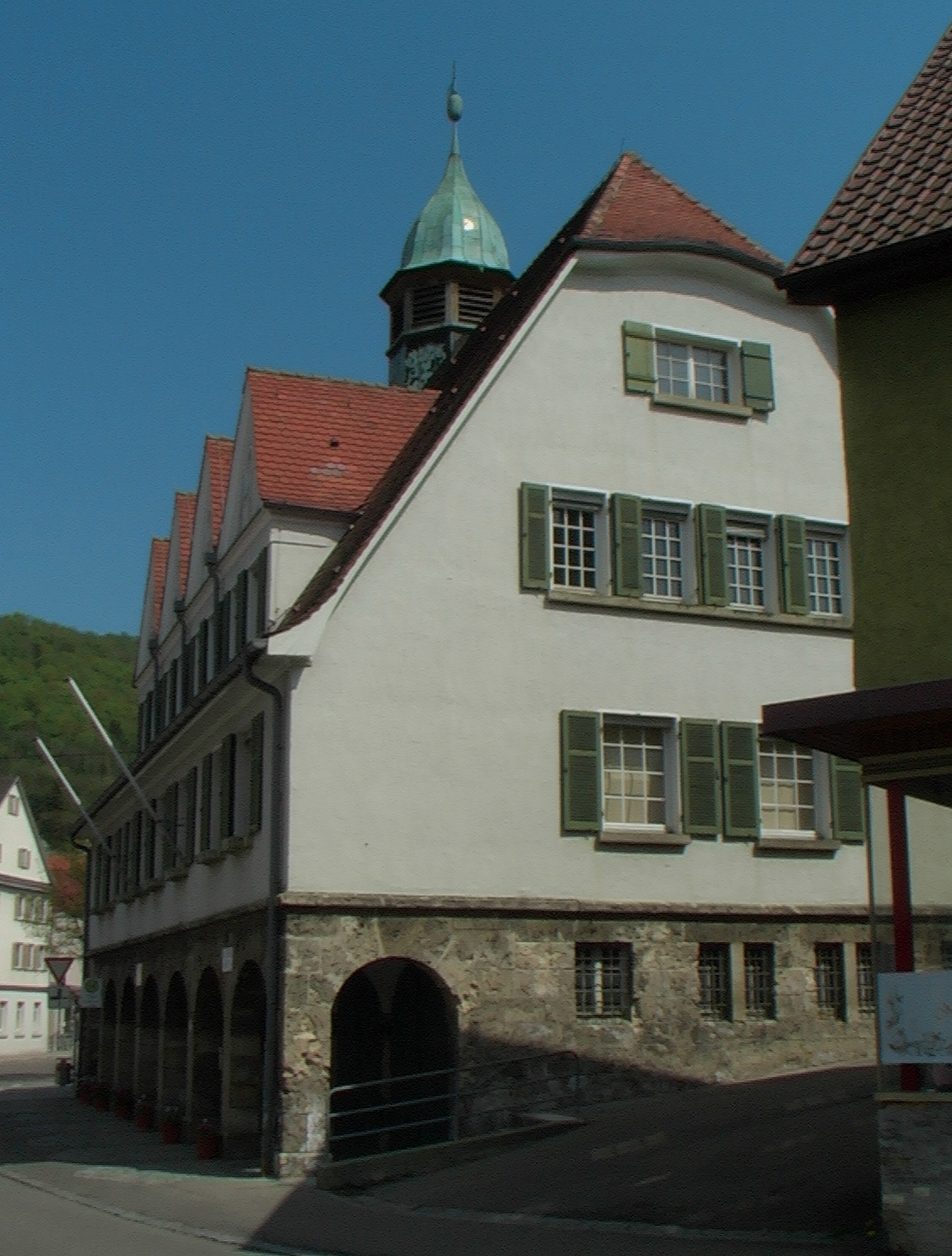
Das Rathaus in Gönningen mit deutlich erkennbarem Arkadengang aus Gönninger Kalktuff
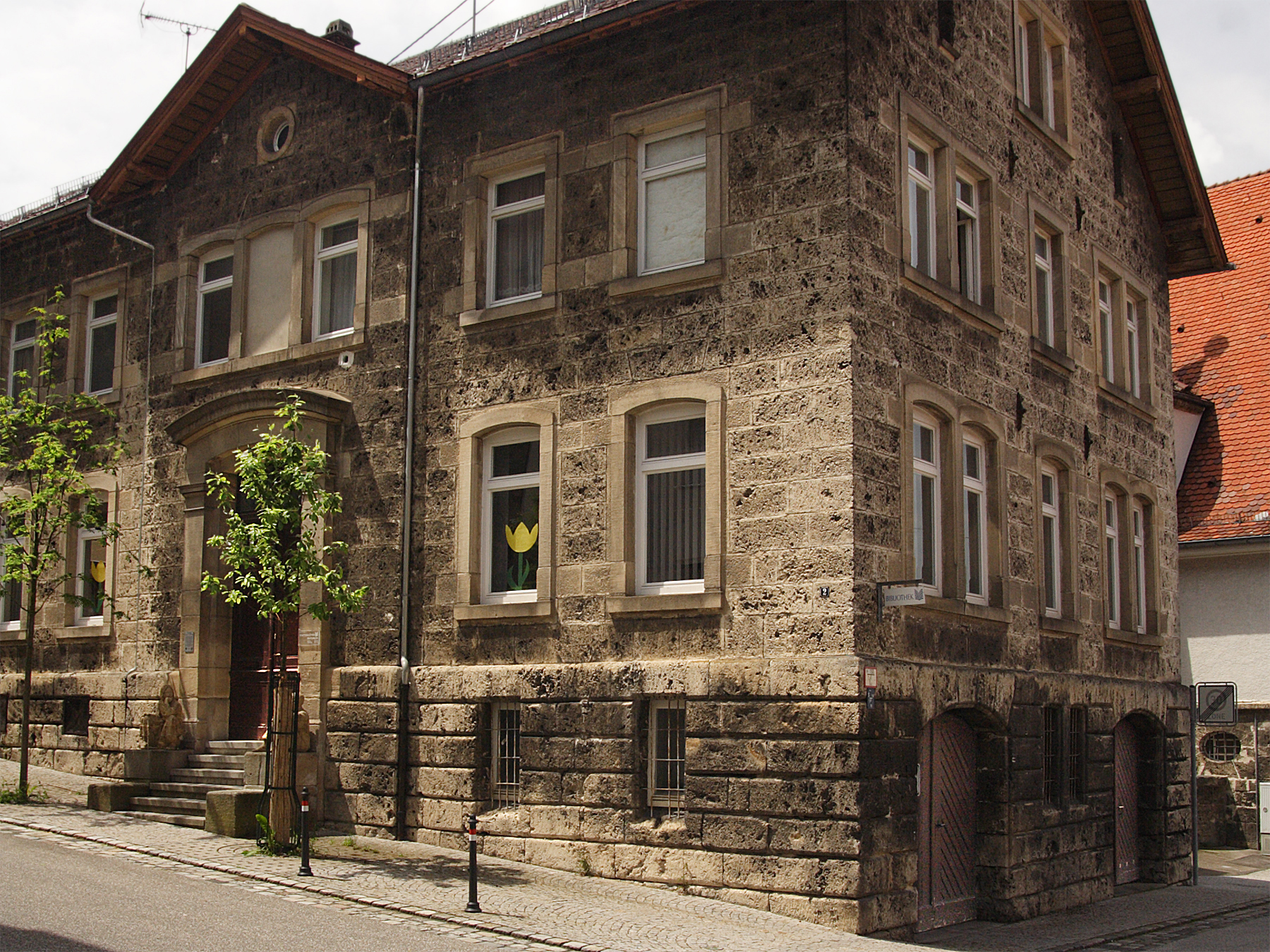
Das ehemalige Neue Schulhaus in Gönningen wurde aus Mauersteinen des Gönninger Kalktuffs aufgebaut.
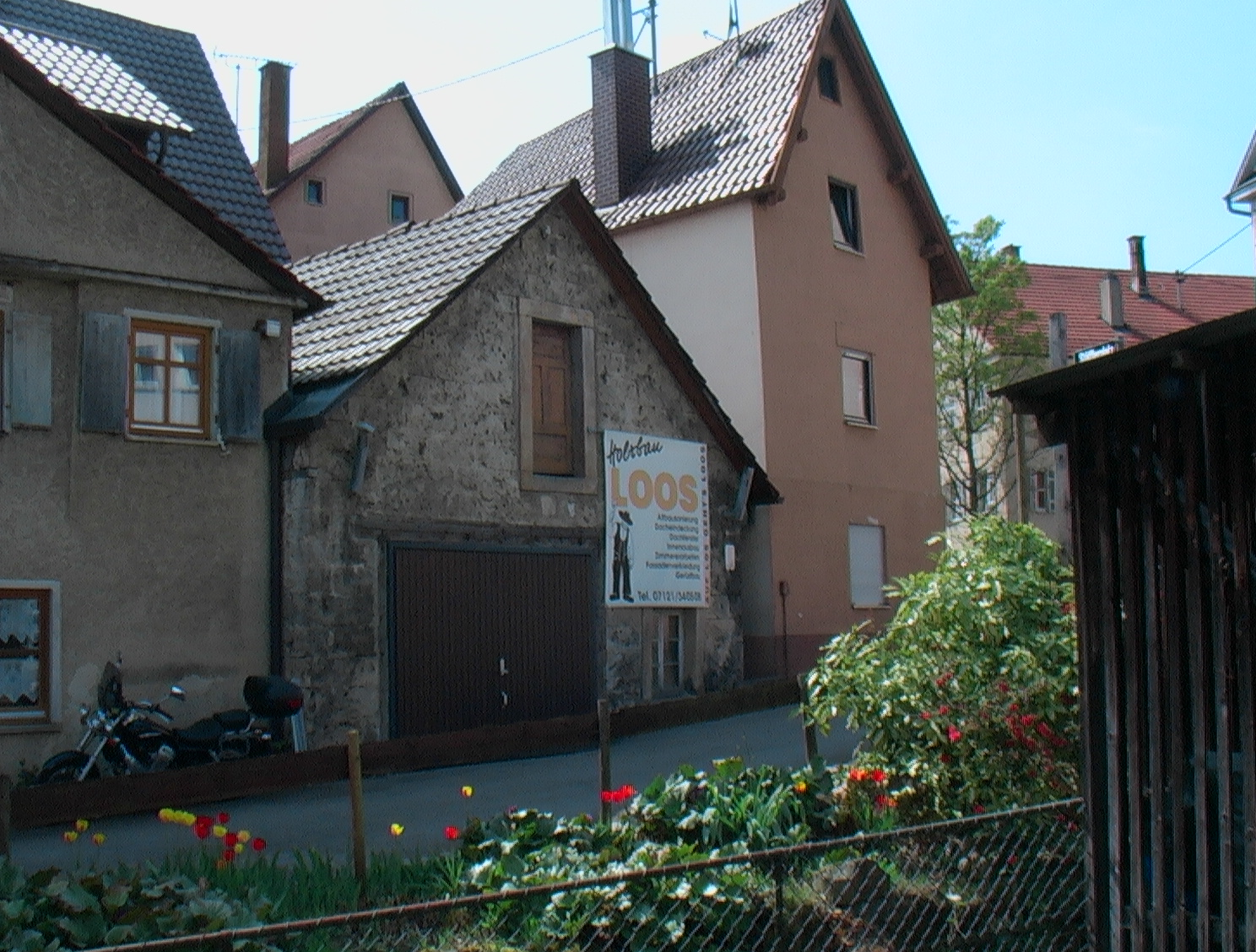
Das denkmalgeschützte Gemeindebackhaus von Gönningen (1867) besteht aus Gönninger Tuff.
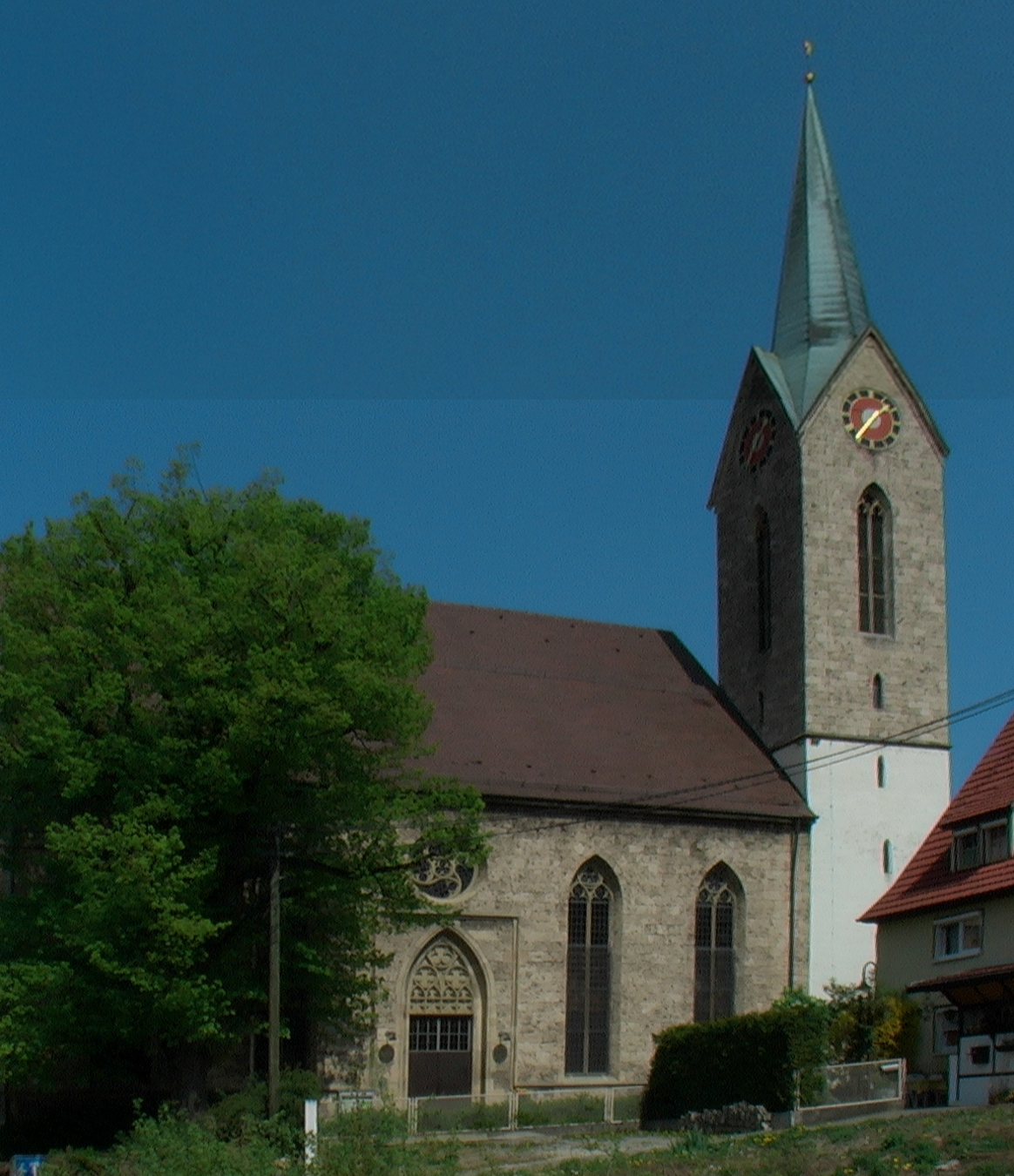
Kirche St. Peter und Paul in Gönningen aus Gönninger Kalktuff (ursprünglich romanisch, später neogotisch umgebaut)
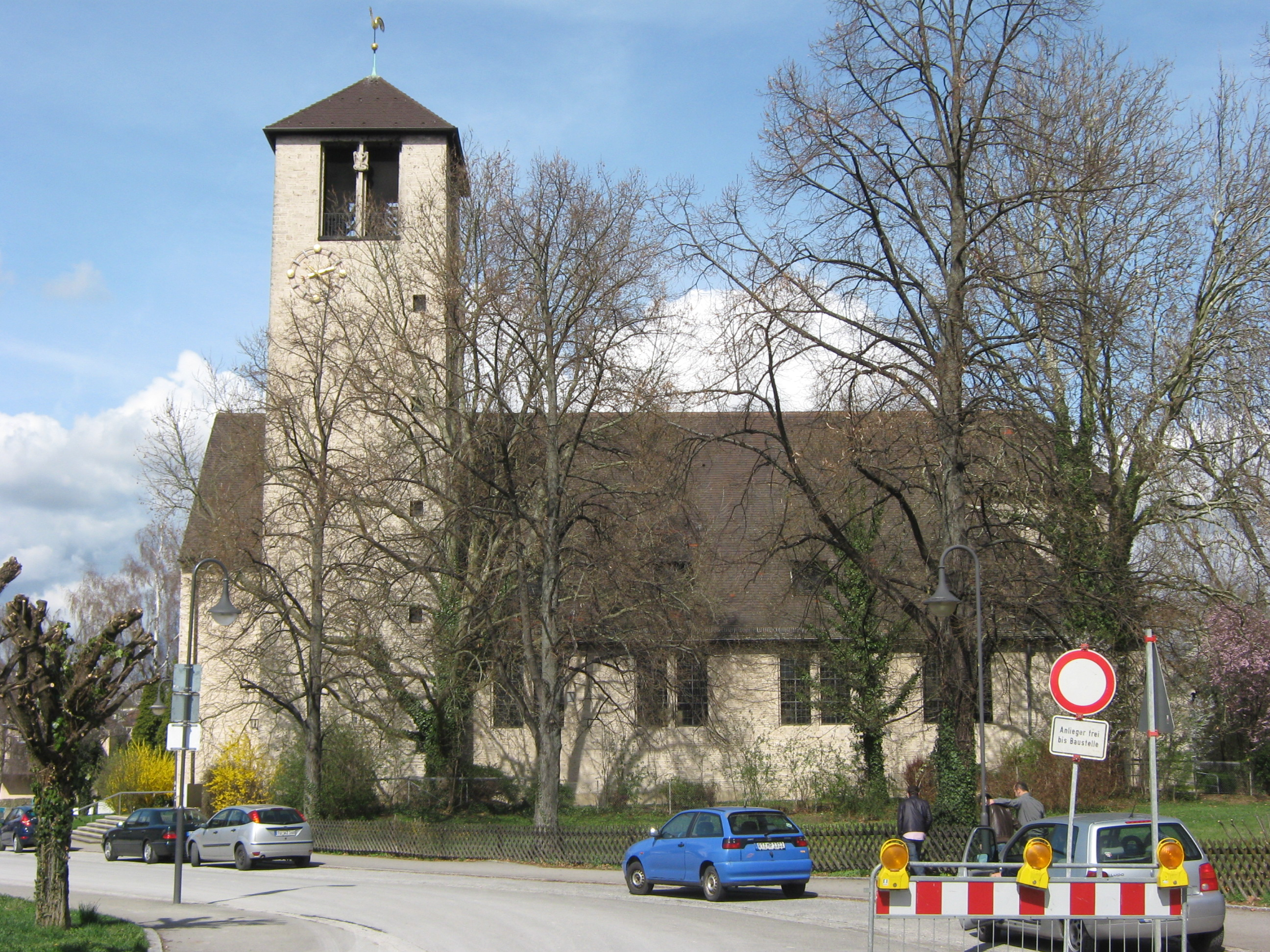
Die Christuskirche Reutlingen aus Gönninger Kalktuff
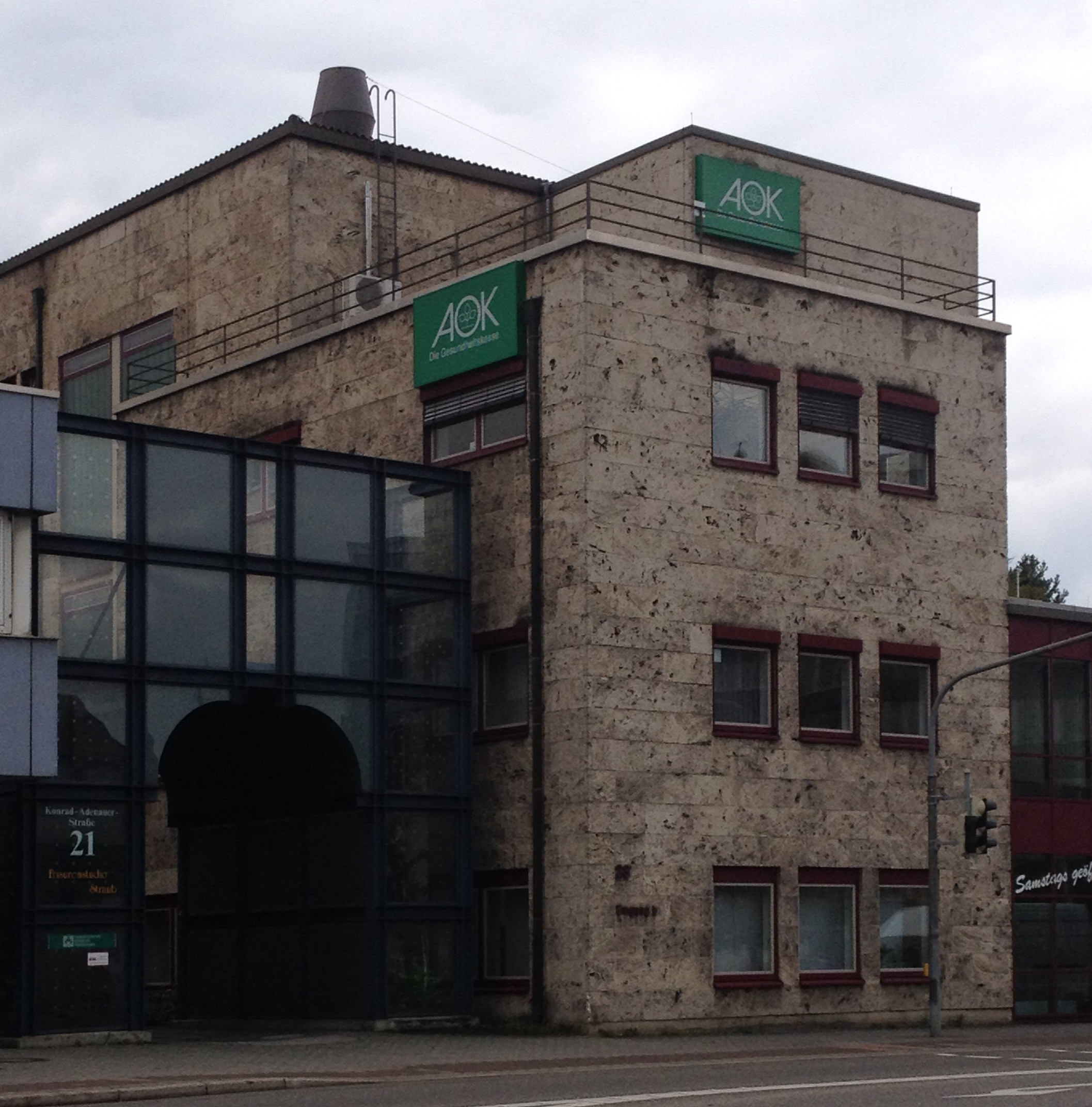
Die vorgehängte Fassade des AOK-Gebäudes in Reutlingen besteht aus Gönninger Kalktuff.
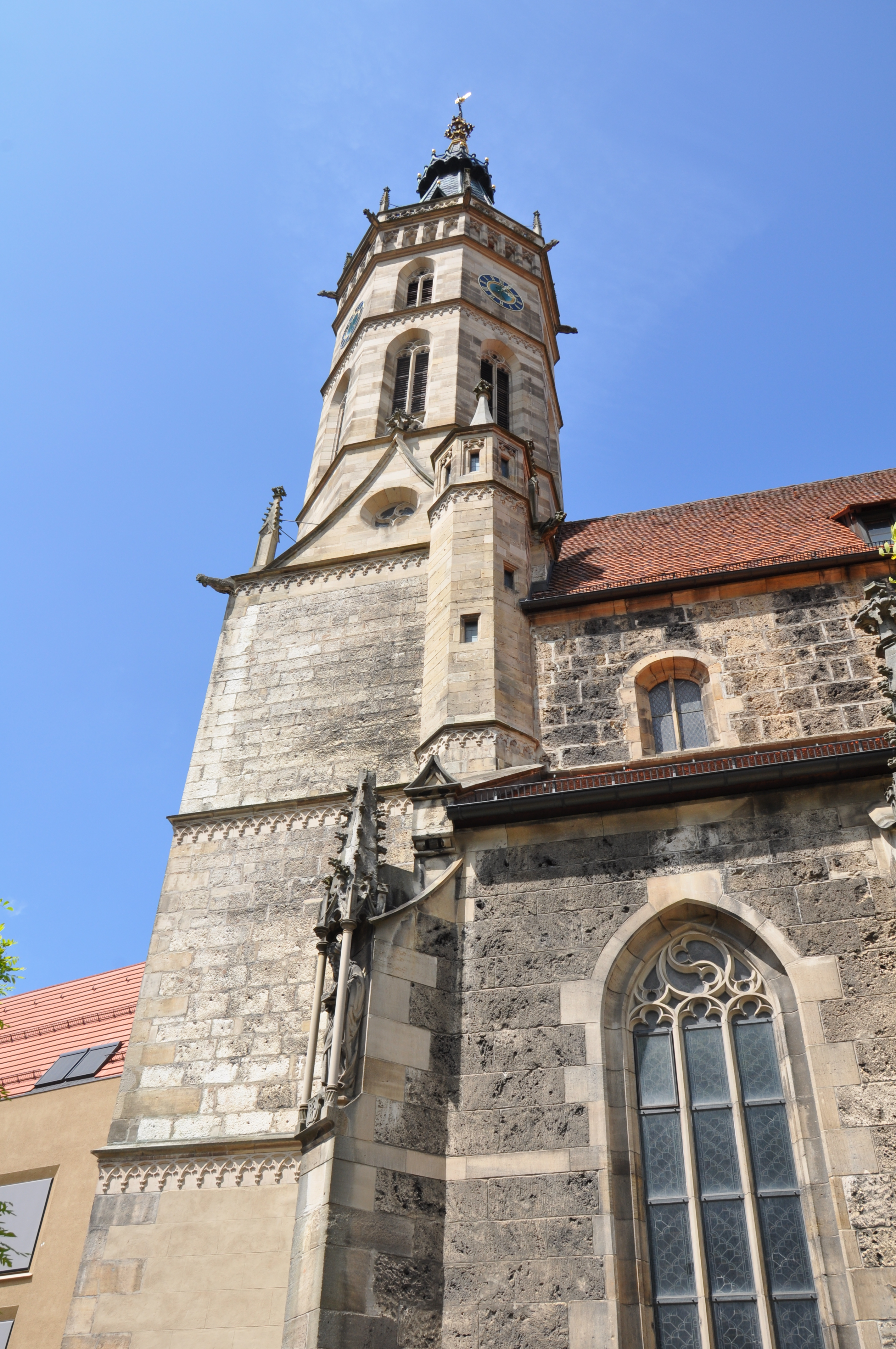
Die Mauersteine der Amanduskirche in Bad Urach bestehen aus Gönninger und Seeburger Kalktuff. Die Eckquader sind aus Weißjura-Massenkalk.

## Abbau

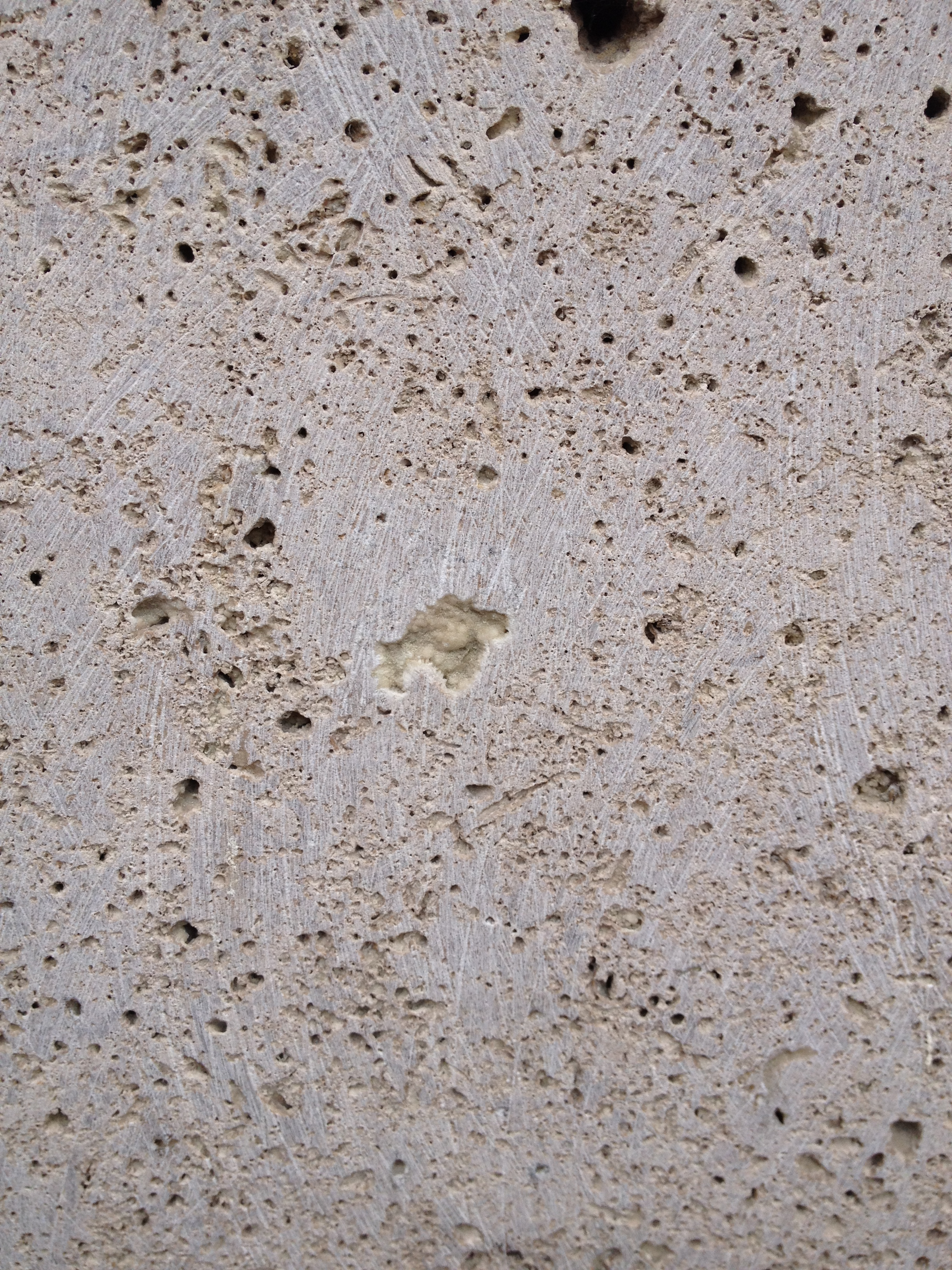
Eine relativ dichte und grob geschliffene Musterplatte des Gönninger Kalktuffs (Größe ca. 25 × 18 cm)

Das Kalktuffvorkommen im Wiesaztal wurde jahrhundertelang abgebaut. Als erste Verwendung des Gönninger Kalktuffs gelten die Mauern, die im 11. Jahrhundert beim Bau der Gönninger Burg der Herren von Stöffeln aufgemauert wurden. Im Laufe der Zeit wurden zahlreiche kleine Steinbrüche angelegt. Vor der Industrialisierung des Abbaus wurde dieses Gestein mit Hilfe von Steinspaltwerkzeugen und Hebel gelöst. Gönninger Kalktuff, ein Weichgestein, kann nämlich in bergfeuchtem Zustand mit Steinbeilen oder mit einer Handsäge geformt und bearbeitet werden. Eine Handsäge wurde von zwei Arbeitern geführt und diente vor allem der Herstellung von Mauersteinen. 1912 kaufte Wilhelm Schwarz einen Teil der Steinbrüche auf und gründete das Gönninger Tuffsteinwerk. Damit begann die Industrialisierung dieses Abbaus. Mechanisiert abgebaut wurde dieses Gestein mit einer mobilen, kraftstoffgetriebenen Schwertsäge, wobei sich Rohblöcke bis 4 m² gewinnen ließen. Anschließend wurden die Rohblöcke in die Fabrikhallen transportiert und auf das gewünschte Plattenformat mit einer Gattersäge aufgeteilt. Die bei der Verarbeitung anfallenden Steinreste wurden gemahlen und daraus Hohlblocksteine gegossen, die sog. Schwalbensteine. Ferner wurden auch aus nicht für Werksteinherstellung verwendbaren Kalktuffen und lockeren Kalksanden Kunststeine hergestellt.
Als der Abbaubetrieb 1975 endete, erstreckten sich die Steinbrüche über ein Gebiet von etwa 20 Hektar. Das Forstamt Reutlingen renaturierte dieses Gebiet, dabei wurden in den ehemaligen Steinbrüchen drei Seen angelegt. Ein etwa fünf Kilometer langer Kalktuffwanderweg führt mit Hinweistafeln durch dieses Landschaftsgebiet.